# کبک خیزرانی کوهی
کبک خیزرانی کوهی (نام علمی: Bambusicola fytchii) نام یک گونه از سرده کبک خیزرانی است.